# (466361) 2013 RZ62
(466361) 2013 RZ62 es un asteroide perteneciente al cinturón de asteroides, descubierto el 14 de octubre de 1999 por el equipo Spacewatch desde el Observatorio Nacional de Kitt Peak (Arizona, Estados Unidos).